# 滋賀県道194号柳川能登川線
滋賀県道194号柳川能登川線（しがけんどう194ごう やながわのとがわせん）は、滋賀県彦根市から東近江市に至る一般県道である。

## 概要
彦根市普光寺町から東近江市能登川町に至る。
バイパスが整備されたため、かなりの部分が旧道と化した。このバイパス横には、終点間際の滋賀県道600号近江八幡安土能登川自転車道線（びわ湖よし笛ロード）が並走している。

### 路線データ
- 起点：彦根市普光寺町（滋賀県道20号愛知川彦根線交点）
- 終点：東近江市能登川町（能登川交差点、交点）
- 総延長：7.8 km

## 路線状況

### 重複区間
- 滋賀県道193号新海上稲葉線（彦根市本庄町）

### 道路施設

#### 橋梁
- 手取橋（不飲川、彦根市）
- 葉枝見橋（愛知川、彦根市 - 東近江市）

## 地理

### 通過する自治体
- 滋賀県
  - 彦根市 - 東近江市

### 交差する道路
| 交差する道路                                                                                 | 市町村名 | 交差する場所 | 交差する場所        |
| -------------------------------------------------------------------------------------------- | -------- | ------------ | ------------------- |
| 滋賀県道20号愛知川彦根線                                                                     | 彦根市   | 普光寺町     | 起点                |
| 滋賀県道193号新海上稲葉線 重複区間起点                                                       | 彦根市   | 本庄町       |                     |
| 滋賀県道193号新海上稲葉線 重複区間終点                                                       | 彦根市   | 本庄町       |                     |
| 滋賀県道192号福堂今線                                                                        | 東近江市 | 小川町       | 小川交差点          |
| 滋賀県道52号栗見八日市線 滋賀県道600号近江八幡安土能登川自転車道線 / びわ湖よし笛ロード 重複 | 東近江市 | 山路町       | 山路交差点          |
| 滋賀県道526号伊庭円山線                                                                      | 東近江市 | 伊庭町       |                     |
| 滋賀県道2号大津能登川長浜線 / 彦根道＝朝鮮人街道                                             | 東近江市 | 能登川町     | 能登川交差点 / 終点 |

### 沿線
- 彦根本庄郵便局
- 金刀毘羅神社
- 能登川体育館
- 東近江市総合文化情報センター
- 乳地蔵
- 東近江市立能登川西小学校
- 能登川保育所ちどり園
- 能登川港郵便局